# Trimetopon slevini
Trimetopon slevini — вид змій родини полозових (Colubridae). Мешкає в Центральній Америці. Вид названий на честь американського герпетолога Джозефа Річарда Слевіна.

## Поширення і екологія
Trimetopon slevini мешкають в горах Коста-Рики і Панами. Вони живуть у вологих тропічних лісах, на висоті від 1200 до 1825 м над рівнем моря.